# Народни градежи в Сърбия
Народните градежи в Сърбия е общо наименование на сградите в традиционен местен стил в Сърбия. В Централна Сърбия са разпространени два основни типа къщи - старовлашки тип и моравски тип, като териториалноселищното устройство в исторически план ги позиционира съответно в разпръснат (по бърдата) и сгрупиран (по долината) тип. Вътрешноархитектурните решения на къщите също се различават съществено.